# USS Grampus (SS-207)
USS Grampus (SS-207) — подводная лодка типа «Tambor», была шестым морским судном ВМС США, названным видовым именем серого дельфина (лат. Grampus griseus).  Построенная в 1940—1941 лодка в мирное время базировалась на Нью-Лондон, а после нападения Японии на Пёрл-Харбор и порты Австралии. В 1942—1943 лодка выполнила пять боевых походов, из которых три (первый, четвёртый и пятый) были признаны успешными. Grampus потопила шесть японских судов общим тоннажом 45400 тонн и была награждена тремя боевыми звёздами. В феврале 1943 Grampus ушла в шестой поход к Соломоновым островам и пропала без вести со всем экипажем.

## История службы

### Постройка и испытания
Океанские подводные лодки типа «Tambor» строились по программам 1939-го (с SS-198 по SS-203) и 1940-го (c SS-206 по SS-211) финансового годов и вступили в строй в 1939—1941 гг. Всего было построено 12 лодок этого типа. Проект «Tambor» был разработан на основе проекта типа S («Salmor» и «Sargo») с увеличенным до десяти числом торпедных аппаратов и более прочным корпусом. В остальном они были близки к прототипу: двухкорпусные, глубина погружения до 90 метров (проектная глубина разрушения корпуса — 150 метров), дизели с прямой передачей на гребные валы. В ходе войны в 1942—1943 гг. подводные лодки этого типа прошли модернизацию: рубка была заменена на более низкую со спонсонами для размещения 40-мм «бофорсов» и 20-мм «эрликонов».
Grampus была построена на верфи Electric Boat в Гротоне, спущена на воду 23 декабря 1940, и введена в эксплуатацию 23 мая 1941 года. Первым командиром лодки был назначен капитан-лейтенант Эдвард Хатчинсон. После заводских испытаний в проливе Лонг-Айленд, 8 сентября 1941 Grampus и однотипная ей Grayback (SS-208) направились на ограниченно-боевое патрулирование в Карибское море. 28 сентября лодка вернулась в Нью-Лондон. В момент нападения Японии на Пёрл-Харбор лодка проходила заключительные испытания в Портсмуте (штат Нью-Гэмпшир). Уже 22 декабря 1941 Grampus отправилась на тихоокеанский ТВД через Панамский канал c заходом на базу Маре Айленд. 1 февраля 1942 лодка прибыла в Пёрл-Харбор.

### Боевые походы
В первом боевом походе, продолжавшемся с 8 февраля по 4 апреля 1942 года, Grampus потопила два японских танкера водоизмещением в 10 тысяч тонн каждый, а также произвела разведку атоллов Кваджалейн и Вотье и кровавую, но успешную высадку десанта. В ходе второго, безуспешного, похода, лодка перебазировалась из Пёрл-Харбора на Фримантл (Западная Австралия). Третий поход, к берегам Лусона и Миндоро, также не имел успеха из-за противодействия японских противолодочных кораблей с острова Трука и плохой видимости в условиях тропических ливней. После двух неуспешных походов капитан Хатчинсон был смещён с поста и заменён капитаном Джоном Крейгом (род. 1906). Хатчинсон впоследствии хорошо проявил себя на посту капитана ПЛ Rasher и командовал дивизионом ПЛ.
7 октября 1942 года Grampus под командованием Крейга вышла в четвёртый боевой поход, взяв на борт четырёх хорошо снаряжённых британских береговых наблюдателей. В предшествующие месяцы японцы активно строили аэродромы на островах вблизи Гуадалканала, и увеличили морские перевозки по трассе «Токийского экспресса». В цепи наблюдательных пунктов союзников, заранее развёрнутых в японском тылу, был разрыв шириной в 150 миль, и его требовалось немедленно прикрыть. Доставку наблюдателей на острова Велья-Лавелья и Шуазёль поручили подводникам, так как активность японских истребителей практически исключало высадку с гидросамолёта. В ночь с 13 на 14 октября Grampus высадил двоих наблюдателей на Велья-Лавелья. 14 октября Grampus, вовремя предупреждённый радиограммой из Брисбена, столкнулся с сильным охранением очередного «Токийского экспресса» (три крейсера, шесть эсминцев). Торпедный залп подлодки прошёл мимо цели, японцы начали преследование, которое продолжалось четыре дня (по другим данным, 18 октября 1942 подлодка добилась прямого попадания в японский крейсер «Yura», но торпеда не разорвалась). Лодка зафиксировала 104 сброса глубинных бомб, но избежала повреждений. Только 20 октября Grampus высадил вторую партию на Шуазёль. Потопив один сторожевой корабль и повредив второй Grampus, вернулась в Австралию 23 ноября.
Пятый боевой поход в район Соломоновых островов продолжался с 14 декабря 1942 по 19 января 1943 года, пересекая маршруты японских подводных лодок и кораблей. За время похода Grampus потопила три японских транспорта и повредила эсминец. За всё время службы, по данным отчёта ВМС США 1946 года, Grampus потопила шесть судов общим водоизмещением 45400 тонн, и повредила ещё три.

### Шестой поход и гибель
9 февраля 1943 года Grampus под командованием Крейга вышла в шестой поход, но на следующий день последовал приказ вернуться в Брисбейн. 11 февраля Grampus вновь ушёл в море, 12 февраля союзные корабли наблюдали лодку вблизи австралийских берегов — как оказалось, в последний раз. Обстоятельства гибели Grampus доподлинно не известны. По мнению авторов публичного отчёта 1946 года о потерях подводного флота США, существуют «надёжные косвенные доказательства» того, что Grampus был потоплен двумя японскими эсминцами 5 марта 1943. Через несколько часов эти эсминцы погибли в бою в проливе Блэкетт, не успев отправить своим штабам донесения о (предположительном) потоплении Grampus. По другой версии, Grampus мог быть потоплен ещё 19 февраля.
Боевой приказ на 14—20 февраля предписывал лодке патрулировать воды к западу от Шортленда и к югу от широты 6°30’S. Южнее района патрулирования Grampus должна была располагаться ПЛ Triton (SS-201), для которой этот поход также стал последним. После войны, из трофейных японских источников стало известно, что 17 февраля японские эсминцы обнаружили неизвестную американскую ПЛ в районе патрулирования Grampus. 18 февраля американская ПЛ атаковала японский конвой, повредив один транспорт. 19 февраля её атаковали японские самолёты, а на следующий день японские катера обнаружили на месте атаки масляное пятно. Однако 24 февраля японцы вновь обнаружили американскую ПЛ на 6°15’S 156°35’E. Поскольку никаких американских лодок, кроме Grampus, в этом районе не должно было быть, то вполне вероятно, что атаки 18-19 февраля Grampus пережила. Также возможно, что на самом деле 19 февраля погибла не Grampus, а Amberjack (SS-219).
Американское командование планировало провести 6 марта массированный артиллерийский обстрел японского аэродрома Vila Stanmore на острове Коломбангара. Не имея точных сведений о состоянии своих ПЛ, командование направило Grampus и Grayback (SS-208) приказ прибыть 5 марта в залив Велья, объединиться в боевую группу, и совместной атакой уничтожить японские суда, которые попытались бы ускользнуть проливом Блэкетт от превосходящих американских сил. Вечером 5 марта Grayback, уже находившийся в районе патрулирования, получил из штаба о том, что вскоре проливом Блэкетта должны были пройти два японских эсминца. Grayback не обнаружил в проливе японцев, но заметил неизвестный одиночный корабль, принятый за Grampus. Установить контакт не удалось из-за неисправности радиоаппаратуры Grayback. Японские эсминцы «Минэгумо» и «Мурасамэ», не замеченные с Grayback, прошли проливом Блэкетт в залив Кула и были там потоплены американскими крейсерами в ночь с 5 на 6 марта. Днём 6 марта в проливе Блэкетт было обнаружено масляное пятно. Если неизвестным кораблём была именно Grampus, и если она была уничтожена именно «Минэгумо» и «Мурасамэ», то вероятное место боя было не более чем в 15 милях от позиции Grayback. Так как Grayback не зафиксировал разрывов глубинных бомб, то, скорее всего, японцы расстреляли Grampus артиллерией.
Попытки установить радиосвязь с Grampus продолжались ещё два дня, 22 марта американское командование признало ПЛ пропавшей без вести. 21 июня 1943 года Grampus была вычеркнута из реестра флота. Всего на её борту погиб семьдесят один человек, в том числе двое афроамериканцев — стюардов.

### Сноски
1. ↑  22 марта 1943 года — дата признания лодки пропавшей без вести
2. ↑  «Токийский экспресс» — маршрут конвоев снабжения японского плацдарма на Гуадалканале.